# Валакари, Симо
Симо Йоханнес Валакари (фин. Simo Johannes Valakari; род. 28 апреля 1973[…], Хельсинки) — финский футболист и тренер.

## Карьера
В качестве футболиста выступал на позиции полузащитника. Начинал карьеру в финских командах, но в раннем возрасте он переехал в Великобританию. Восемь лет он отыграл в шотландском «Мотеруэлле» и в английском «Дерби Каунти». Затем Валакари провёл два сезона в MLS за «Даллас», а завершал свою карьеру на родине в ТПС, куда его позвал Миксу Паателайнен.
На протяжении нескольких лет Симо Валакари вызывался в сборную Финляндии, за которую он провёл 32 матча.
После завершения карьеры он занялся тренерской деятельностью. Начинающий специалист работал с командами из низших лиг и являлся одним из тренеров юниорской сборной Финляндии. В 2012 году Валакари возглавил СИК. Ему удалось вывести клуб в элиту, а затем привести его к чемпионскому титулу.
После успешной работы с СИК наставник руководил норвежским «Тромсё» и КуПС. В январе 2023 году он стал главным тренером латвийской «Ауды».

## Достижения

### Футболиста
- Финалист Открытого кубка США (1): 2005.
- Финалист Кубка финской Лиги (1): 2008.

### Тренера
- Чемпион Финляндии (1): 2015.
- Обладатель Кубка Финляндии (2): 2016, 2021.
- Финалист Кубка Финляндии (1): 2017.
- Обладатель Кубка финской Лиги (1): 2014.
- Финалист Кубка финской Лиги (1): 2016.

## Семья
Младший сын Онни (род. 1999) является футболистом, работал с отцом в «Тромсё», и с 2020 года вызывается в сборную Финляндии. Участник чемпионата Европы 2020. Старший сын Пааво (род. 1997) также занимается футболом.